# Nelicourviwever
De nelicourviwever (Ploceus nelicourvi) is een zangvogel uit de familie Ploceidae (wevers en verwanten).

## Verspreiding en leefgebied
Deze soort is endemisch in noordelijk, oostelijk en zuidelijk Madagaskar.